# Arbelas
El arbelas (en plural arbelai) era un tipo de gladiador romano. La palabra es un hápax, que aparece solo en el Oneirocritica de Artemidoro, una obra griega de la interpretación de los sueños que discute el simbolismo de los diversos tipos de gladiadores. Puede estar relacionada con la palabra griega arbelos (ἄρβηλος), cuchilla semicircular de zapatero utilizada para cortar cuero, similar a un ulu.
Unos pocos relieves muestran gladiadores armados con una hoja curva luchando entre sí, y se ha argumentado que estos (posiblemente luchando contra reciarios, los combatientes de redes) son arbelai, sin embargo, es posible que estos gladiadores sean scissoris, quienes también luchaban contra los reciarios. Los scissoris, quienes pueden ser sinónimo de arbelas, son referenciados en una votación nominal en la escuela de entrenamiento de gladiadores (ludus) de C. Salvio Capito, en el siglo I a. C.
Artemidoro enumera los arbelas entre los gladiadores que pueden aparecer en los sueños de un hombre, para aconsejarlo con qué clase de mujer debería casarse. Tanto el dimachaerus, que lucha con dos cuchillas curvas, y los llamados arbelas significan que la mujer será o una envenenadora, malintencionada o fea.